# Centrale Bank van Suriname
Centrale Bank van Suriname är Surinams centralbank. Den grundades den 1 april 1957 och har huvudkontoret i Paramaribo.